# Pierre Stolze
Pour les articles homonymes, voir Stolze.
Œuvres principales
- Marilyn Monroe et les samouraïs du père Noël

Pierre Stolze, né le 12 avril 1952 à Metz, est un auteur français de science-fiction, ancien professeur de lettres classiques.

## Biographie
Il est élève de l’École normale supérieure de la rue d’Ulm. Il publie dans le même temps ses premières nouvelles et son premier roman, Le serpent d’éternité.
Il obtient un doctorat de lettres en soutenant en 1994 une thèse intitulée Rhétorique de la science-fiction.
Depuis 1996, il est critique pour la revue Bifrost.

## Œuvres

### Romans
- 1990 : Cent mille images, éd. Philippe Olivier

réédité en 1999 chez Denoël, collection Présence du futur, n° 615
- 1996 : La Maison Usher ne chutera pas, Microéditions Destination Crépuscule

réédité en 1999 chez Denoël, collection Présence du futur, n° 603
- 1998 : Volontaire désigné (roman), éd. Hors Commerce, no 16

### Nouvelles
- 1979 : Le serpent d’éternité, collection Galaxie-bis, éd. Opta, no 63
- 1980 : Kamtchatka, collection Galaxie-bis, éd. Opta, no 67, 1980
- 1990 : Intrusions (nouvelles), éd. Aurore SF, no 11
- 1994 : Le Déménagement (récit), Microéditions Maelström
- 1995 : Theophano 960
- 1995 : Volontaire désigné (nouvelles)
- 2013 : Les Chevaliers chiens, Armada , coll. « Memoria » n°6
- 2016 : Résidence Beau-Rivage (nouvelles), éd. des Paraiges
- 2016 : Électrons libres, Armada
- 2017 : Les Métamorphoses du Vorax, Rroyzz éditions
- 2018 : Le Dieu assis, Rroyzz éditions

### Cycle Peyr de la Fièretaillade
- 1986 : Marilyn Monroe et les samouraïs du père Noël, éd. J'ai lu - SF, no 1962
- 1996 : Greta Garbo et les crocodiles du Père Fouettard, éd. Hors Commerce, no 11
- 2002 : Marlène Dietrich et les bretelles du Père Éternel (roman), éd. Hors Commerce, no 31

### Cycle Isidore
- 2012 : Isidore et le premier empereur (roman jeunesse), La Clef d'Argent  (ISBN 9782908254969)
- 2012 : Isidore et la pharaonne (roman jeunesse), La Clef d'Argent  (ISBN 9791090662070)
- 2013 : Isidore et le serpent à plumes (roman jeunesse), La Clef d'Argent  (ISBN 9791090662131)
- 2014 : Isidore et le maharadjah (roman jeunesse), La Clef d'Argent  (ISBN 9791090662186)

### Essais
- 2017 : Georges, Simone et Salomon : histoire d'un réseau de résistance, éd. des Paraiges  (ISBN 978-2-37535-034-8)

## Prix littéraires
- 1991 : Prix Rosny aîné de la S.F. pour Cent mille images
- 1999 : Prix Fantastic'Art de Gérardmer  pour La Maison Usher ne chutera pas